# Martin Hamaliar (1783-1835)
Martin Hamaliar (Veľký Krtíš, 17 ottobre 1783 – Kovačica, 13 settembre 1835) è stato uno scrittore e pastore protestante slovacco.
Fu un autore di testi religiosi.

## Biografia
Era figlio dell'omonimo pastore protestante Martin Hamaliar. Frequentò il liceo evangelico di Banská Bystrica, l'accademia riformata di Lučenec e il liceo evangelico di Presburgo, l'odierna Bratislava. Nel 1805 si iscrisse all'Università di Jena, in Germania.
Esercitò la sua attività di pastore protestante prima a Szarvas in Ungheria e in seguito parroco a Padina e a Kovačica, in Vojvodina. Sia Szarvas sia Padina e Kovačica erano centri popolati in maggioranza da abitanti di etnia slovacca: infatti Hamaliar ebbe influenza sulle comunità slovacche della bassa pianura danubiana, presso cui si prodigò per lo sviluppo della cultura nazionale slovacca. Fu autore di discorsi d'occasione e membro del Circolo culturale dei dintorni di Banská Štiavnica (Učená spoločnosť banského okolia).

## Opere principali
- Monumentum pietatis, quod... Michaeli Tekusch..., Bratislava, 1802